# 夏夕介
夏 夕介（なつ ゆうすけ、本名：田浦 久幸〈たうら ひさゆき〉、1950年〈昭和25年〉10月30日 - 2010年〈平成22年〉1月27日）は、日本の元俳優。身長175cm、体重76kg。血液型はO型。妻は元女優の伊藤めぐみ。長女は元宝塚歌劇団宙組娘役・愛花ちさき。
大阪府出身。出生地は熊本県荒尾市。千葉市立松ヶ丘小学校、高石市立高石中学校を経て、大阪府立泉大津高等学校卒業。

## 来歴
大阪のバンド「グランプリーズ」でオルガンを担当していた。1969年春に高校卒業後は、グランプリーズのヴォーカルとして活動していた和田アキ子のプロデビューをきっかけに上京。和田の所属事務所であるホリプロよりルックスの良さを買われ、同年5月に脱退した赤松愛の後を引き継ぐ形で、当時人気絶頂だったグループ・サウンズ「オックス」に「田浦 幸（たうら ゆき）」の芸名で参加。加入した直後は、赤松愛のファンから「愛ちゃん返せ」の野次が飛び、彼は精神的にきつい時期を過ごした。
1970年「オックス」在籍中に芸名を「夏夕介」に改め、ソロ歌手として「涙が燃えて」でデビュー、同時に俳優業に進出し『野良猫ロック・ワイルド・ジャンボ』で映画デビュー。1971年、5月末をもってオックスが解散。テレビドラマ『美人はいかが?』などに出演する傍ら、劇団NLTの研修生となる。1972年、10月から12月にわたり放送されたステージショー形式の異色のヒーロー番組『突撃! ヒューマン!!』（日本テレビ系）で主役・岩城淳一郎役に抜擢（）された。
1974年、『ラブラブライバル』（TBS系）では、脇に回り、コミカルな演技をこなした。ドラマの代表作は、梶原一騎原作の人気コミックのドラマ化作品『純愛山河・愛と誠』（東京12チャンネル - 現・テレビ東京）で、主役・太賀誠役として本作がデビュー作の池上季実子と共演した。
1976年、『愛のなぎさ』（監督：根本順善、東宝）で映画初主演を果たす。同年『宇宙鉄人キョーダイン』（毎日放送 - TBS系）では再びヒーロー役を演じた。『赤い絆』（TBS）、『人はそれをスキャンダルという』（TBS）などのテレビドラマ出演を経て、1980年より『特捜最前線』（テレビ朝日）に、叶旬一刑事役で出演。1987年まで7年間レギュラー出演した。
その後、ラムゼイ・ハント症候群を発病。顔面神経麻痺などの症状から、しばらく表舞台から姿を消していたものの、これを克服し「劇団シアタージャパン」の俳優代表として活躍した。
2010年1月27日午前6時51分、胃がんのため東京都内の病院で死去。59歳没。

## 人物・エピソード
『宇宙鉄人キョーダイン』では、当初は回想シーンと顔だけの出演だった。特に顔だけの演技をする際、どうやって演じたらいいか非常に迷ったという。途中からはスカイゼルの中から出られるようになりアクションシーンが増えたが、学生のころに器械体操をやっていたため難なくこなすことができた。
妻の伊藤めぐみとは、『特捜最前線』での共演がきっかけで結婚。長女の愛花ちさきは、『特捜最前線』第414話「少年はなぜ母を殺したか!」の撮影中に生まれたが、撮影が夜まで長引いたため、撮影後に病院まで直行している。
『特捜最前線』にはレギュラー入りする以前に数回ゲスト出演している。犯人役で出演した第133話「六法全書を抱えた狼!」は、別な俳優が辞退したため回ってきた役で、台本を読んで面白いと感じたと述べている。『特捜最前線』出演中は、基本的に掛け持ちができなかったため、集中できてよかったという。また、出演中に本職の警察官から、指紋の取り方や調書の書き方を教えてもらったことがある。133話は「レイプ魔の弁護士」の役でオファーされた俳優が「こんな酷い役は嫌だ」と断ったが、夏には「なんでこんな良い役を拒否するのか？（犯人役）」と役者として理解出来なかったらしい。実はこの回が夏の『特捜』へのレギュラー刑事のテストだったのは後日知らされた。
夏の訃報は芸能関係者に衝撃を与えた。オックスのヴォーカルだった真木ひでとは自らのブログで「田浦（夏の本名）のことは書けない……」とショックを隠さず、『特捜最前線』で長く共演した横光克彦は「彼（夏）は『もう一回、同じメンバーで（特捜最前線を）やりたいね』って言ってたのに…… ショックです」とスポーツニッポンの取材に応えて故人をしのんだ。特捜最前線のDVD発売のインタビューシーンで初めて夏の役者以外の生のインタビューでの声で「私は『特捜最前線』のファンでレギュラー刑事になるのが夢でしたが、（参列してくれてる）荒木しげるさん（夏と同じく『仮面ライダーストロンガー』や『超神ビビューン』の主演の特撮ではお馴染みの俳優）が降板してくれたお陰でレギュラーとなれました」と荒木本人の前で語っている。
趣味は、アクアラング。特技は、射撃、空手。『特捜最前線』出演中にアマチュア無線の免許を取得している。

## 出演

### テレビドラマ
- 女はつらいよ（1971年、TBS）
- 美人はいかが?（1971年 - 1972年、TBS） - 十文字西（きよし）
- 黒帯風雲録 柔（1972年、NTV） - 田中
- なんたって18歳! 第30話「まどかの大冒険」（1972年、TBS） - 木村シゲオ
- 青春をつっ走れ 第17話「男十八、子供じゃないさ!」（1972年、CX） - 早川孝
- 入ってまあす!（1972年、ABC） - 土田
- 突撃! ヒューマン!!（1972年、NTV） - 主演・岩城淳一郎 / ヒューマン
- ママはライバル（1972年 - 1973年、TBS） - 山之上鷹夫
- 光る海（1972年 - 1973年、CX） - 浅沼一郎
- 太陽にほえろ! 第40話「淋しがり屋の子猫ちゃん」（1973年、NTV） - 松浦一也
- 東芝日曜劇場 / 思い出草（1973年、TBS） - 肇
- 嫁サこらんしょ（1973年、ABC） - 和男
- おこれ!男だ第14話「足跡マークは美人の勲章!!」｣(1973年、NTV)-沢田生徒会副会長（変身仮面ツケルド）
- ラブラブライバル（1973年 - 1974年、TBS） - 西条八郎
- 顔で笑って（1973年 - 1974年、TBS） - 悠木次郎
- 雑居時代 第19話「逃がした魚は」（1974年、NTV） - 田辺幸太郎
- ニセモノご両親  第16話（1974年7月）
- 科学捜査官 第25話「狂った季節」（1974年、KTV） - 高谷信夫
- 事件狩り 第6話「恋人たちに罠をかけろ!」（1974年、TBS）
- プレイガールシリーズ（東京12チャンネル） 
  - プレイガール
    - 第275話「怪談・血煙りに浮かぶ女」 - 天地徹
    - 第279話「トルコ嬢殺人事件」 - 小沢次郎

  - プレイガールQ  (1975年)
    - 第37話「女が裸で挑むとき」 - 三浦巡査
    - 第44話「女は裸で燃え上がる」 - 夏目
    - 第61話「年忘れ脱ぎ脱ぎ作戦」 - 境庄平
- 純愛山河 愛と誠（1974年 - 1975年、12ch） - 主演・太賀誠
- 長崎犯科帳 第14話「旅路の果ての二人」（1975年、NTV） - 相良周介
- 夜明けの刑事（TBS）
  - 第36話「すりかえられた娘」（1975年）
  - 第52話「哀しみの蒸気機関車はふるさとを走る!!」（1975年） - 中川幸一
- 新宿警察 第1話「新宿24時」（1975年、CX） - タカシ
- 燃える捜査網 第8話「首位打者が消えた!?」（1975年、NET）
- TOKYO DETECTIVE 二人の事件簿 第35話「女医誘拐殺人事件」（1975年、ABC）
- マチャアキの森の石松 第2話「娘馬子唄あばれ節」（1975年、ABC） - 勘八
- 赤い疑惑第18話「愛と死の絶唱」(1976年 TBS)-担任教師
- 愛の哀しみ（1976年、NTV） - 西山洋一
- 事件ファイル110 甘ったれるな 第1話「狙われた女子高生」、第9話「春遠い19歳の夢」（1976年、TBS） - 鈴木刑事
- 人魚亭異聞 無法街の素浪人（1976年、NET） - ちんぴら譲次
- 宇宙鉄人キョーダイン（1976年 - 1977年、毎日放送） - 主演・葉山譲治 / スカイゼル
- 河原町東入ル（1976年 - 1977年、KTV） - 千作
- 赤い衝撃 第14話「かたきの娘は嫁に出来ない」、第15話「死を前にした愛の美しさ」（1977年、TBS）
- 新・二人の事件簿 暁に駆ける 第28話「足長おじさんは殺人者」（1977年、ABC）
- 特捜最前線（ANB）
  - 第3話「禁じられた愛の詩」（1977年） - 矢野文夫
  - 第31話「浅草・愛と逃亡の街」（1977年） - 井上刑事
  - 第82話「望郷殺人カルテット!」（1978年） - 国分剛
  - 第133話「六法全書を抱えた狼!」（1979年） - 五条憲一郎
  - 第148話「警視庁番外刑事!」 - 第509話「神代警視正・愛と希望の十字架」（1980年 - 1987年） - 叶旬一
- 新・夜明けの刑事（TBS）
  - 第1話「信じてますか? あなたの恋人を!」（1977年）
  - 第10話「彼のためなら死んでもいい」（1977年） - 筒井
- 明日の刑事（TBS）
  - 第2話「スーパーカー殺人事件」（1977年） - 和也
  - 第29話「花嫁が空から帰ってきた」（1978年）
  - 第41話「予備校ジャック! 狙われた30人の命」（1978年）
  - 第62話「冬の幽霊」（1979年）
- 新・河原町東入ル（1977年 - 1978年、KTV） - 大吉
- 竹の子すくすく（1977年 - 1978年、ANB）
- 赤い絆（1977年 - 1978年、TBS） - 高梨三郎
- 大江戸捜査網（12ch）
  - 第349話「過去を裁く挑戦状」（1978年、12ch） - 小室丞四郎
  - 第380話「殺しを呼ぶひつじ年の娘」（1979年） - 仙次
- 横溝正史シリーズII / 女王蜂（1978年、MBS） - 多門連太郎
- コメットさん 第39話「あァ、結婚」（1978年、TBS） - 松井康二郎
- 殉愛 ひとすじの恋（1978年 - 1979年、YTV） - 大沢彰
- 人はそれをスキャンダルという（1978年 - 1979年、TBS） - 堂島俊樹
- 売れっ子女房（1979年、KTV） - 良
- 少女探偵スーパーW 第10話「郁恵・久美子の恐怖の宙返りコースター」（1979年、TBS）
- 鉄道公安官 第27話「宝石泥棒はトップモデル!?」（1979年、ANB） - 矢島譲治
- ポーラテレビ小説 / おりん 東京開化綺談（1979年 - 1980年、TBS） - 三浦辰次
- 火曜サスペンス劇場（NTV）
  - グルメを料理する十の方法（1987年） - 吉村誠治
  - 逆転判決 女弁護士・水城邦子（1989年） - 大月淳三
  - 山岳ミステリー 津軽竜飛岬 風の殺意（1991年） - 佐竹係長
  - フルムーン旅情ミステリー4 遠い記憶（1991年） - 神山道夫
  - 小京都ミステリー7 薩摩恋人形殺人事件（1992年） - 清水警部
  - フルムーン旅情ミステリー9 空の階段（1993年） - 権堂耕一
- 水曜ドラマスペシャル / みちのくハネムーン殺人事件（1987年、TBS） - 滝沢京介
- 水戸黄門（TBS）
  - 第17部 第8話「老公爆殺危機一髪 -鳥羽-」、第9話「陰謀暴く裏切り忍法 -鳥羽-」（1987年） - 立花小平太
  - 第18部
    - 第1話「水戸・江戸」（1988年） - 深見辰馬
    - 第27話「妻が守った夫の武士道 -掛川-」（1989年） - 内山数右衛門

  - 第19部 第4話「大望隠した離縁状 -三春-」（1989年） - 相良準之助
  - 第20部 第25話「紫頭巾が悪を斬る -中津-」（1991年） - 香川徹之介
  - 第21部
    - 第2話「陰謀暴いた風車 -高山-」（1992年） - 新吉
    - 第31話「男意気地の仇討ち悲願 -岩槻-」（1992年） - 榊兵吾

  - 第22部
    - 第17話「正義で織った大島紬 -鹿児島-」（1993年） - 有馬道之進
    - 第35話「飛脚競べで悪を討つ -宇都宮-」（1994年） - 新三郎

  - 第23部 第10話「親子喧嘩の腕比べ -田鶴浜-」（1994年） - 幸平
  - 第24部
    - 第2話「狙われた箱根の献上湯 -箱根-」（1995年） - 佐助
    - 第27話「一陽来復米沢の春」（1996年） - 長谷庄二郎

  - 第38部 第16話「太鼓叩きゃ出るホコリ -諏訪-」（2008年） - 井川宗蔵 ※遺作
- 六本木ダンディーおみやさん（1987年、ABC） - 轟慎一郎
- 銭形平次 第33話「叱られた平次」（1987年、NTV）
- 田原坂（1987年、NTV） - 北条右門
- 赤いバッシュ !（1987年 - 1988年、KTV） - 立木正彦
- 疑惑の家族（1988年、TBS） - 木島医師
- 夢と承知で 鼠小僧大江戸青春絵図（1988年、CX） - 高島秋帆
- 土曜ワイド劇場（ANB）
  - 山陽路に消えた人妻（1988年） - 田吹文利
  - 人妻殺し（1989年） - 金沢和男
  - 殺意の岐路（1990年） - 小谷二郎
  - 八月の消えた花嫁（1991年） - 緒方捜査主任
  - ドライバースクール殺人事件（1992年） - 富山史郎
  - 京都・博多殺人事件（1992年） - 岩山信也
  - 札幌時計台殺人事件（1993年） - 水野基之
  - なんでも屋探偵帳 第4作「血ぬられた死亡診断書が明かす遺産相続の秘密」（1994年） - 三上拓也
  - 7人のOLが行く!（1994年） - 上谷敏男
- 火曜スーパーワイド（ANB）
  - 国際線スチュワーデス3人旅 シンガポール - 香港珍道中!（1989年）
  - 翔んでる女西郷どん びんびんグルメ戦争（1990年） - 片山有造
- シリーズ男の決断 / 暴かれたスキャンダル（1989年）
- 月曜・女のサスペンス / 蟻地獄に誘われた女（1989年、TX）
- 隠密・奥の細道 第19話「復讐に賭けた女哀唄」（1989年、TX）
- ご存知!旗本退屈男III（1989年、ANB） - 徳川綱豊
- 直木賞作家サスペンス / 氷の家（1990年、KTV）
- さすらい刑事旅情編II 第22話「湯けむり別府・女風呂に消えた完全犯罪」（1990年、ANB）
- はやぶさ新八御用帳 大奥の恋人（1990年、NTV） - 田宮数馬
- ドラマ特別企画 / 管理職降格（1990年、ANB）
- 続続・三匹が斬る!（ANB）
  - 第13話「尼寺騒動、今日も怒りの桜島」（1990年） - 久慈慎之介
  - 第19話「さらば三匹、消えた七番目の隠密」（1990年） - 権藤市之進
- 火曜ミステリー劇場（ANB）
  - 十津川警部の挑戦（1990年） - 石崎駿
  - 山村美紗サスペンス 京都・バリ島婚約旅行殺人事件（1990年） - 狩矢警部
  - 伊豆天城越え殺人山脈（1991年） - 鹿内明彦
  - 黄金の犬（1991年） - 北守数重
  - 山村美紗スペシャル 花嫁は容疑者（1991年） - 狩矢警部
- 銭形平次（CX） ※北大路欣也版
  - 時代劇スペシャル 銭形平次（1990年） - 菊之丞
  - 第1シリーズ 第12話「土蔵の中」（1991年） - 喜三郎
  - 第2シリーズ 第6話「遠い記憶」（1992年） - 宇之助
- 月影兵庫あばれ旅 第2シリーズ 第6話「妖しい姫君の野望!」（1990年、TX） - 富永十蔵
- 木枯し紋次郎スペシャル 年に一度の手向け草（1990年、TBS）
- 月曜ドラマスペシャル（TBS）
  - 華麗なるペテン師（1991年）
  - 山村美紗サスペンス 代理母殺人事件（1994年） - 刈田警部
- 戦国最後の勝利者!徳川家康（1992年、ANB、※主演:北大路欣也） - 石田三成
- 豆腐屋直次郎の裏の顔 第4話「ダーリンを待つ人質の美人妻」（1992年、ABC） - 橋爪史朗
- 大空港'92 第4話「殺人を見た女!? 死体番号4001のミステリー」、第8話「ニューヨーク便に乗り遅れた女! 帰国子女の殺意」、第9話「偽造パスポートの女!? OL疑惑の完全犯罪」（1992年、ANB） - 北沢
- 花王愛の劇場 / 私の生徒は12人（1992年、TBS）
- デパート!秋物語 第10話「奥様! 怒りのご来店! 夫の浮気をバラした店員のミス!!」（1992年、TBS） - 宝飾売場課長
- ときめき時代（1993年、KTV）
- 大岡越前 第13部 第11話「情けに泣いたお役者小僧」（1993年、TBS） - 新助
- 人間・失格〜たとえばぼくが死んだら（1994年、TBS） - 瀬野公一郎
- 部屋においでよ Come on a my house!（1995年、TBS） - 関豊和
- 水戸黄門外伝 かげろう忍法帖 第14話「紬の里の鴉退治 -飯田-」（1995年、TBS） - 藤岡兵馬

### 映画
- 野良猫ロック ワイルド・ジャンボ（1970年、日活） - ジロー
- 野良猫ロック 暴走集団'71（1971年、日活） - ガッペ
- おんなの朝 あまから物語（1971年、松竹） - 進次
- としごろ（1973年、松竹） - 塚原雄二
- 男じゃないか 闘志満々（1973年、松竹） - 徳永和男
- 襟裳岬（1975年、日活） - 田口俊一
- お姐ちゃんお手やわらかに（1975年、東宝） - 吹羽飛三
- 喜劇 女子学生 華やかな挑戦（1975年、東宝） - 英夫
- 花の高2トリオ 初恋時代（1975年、東宝） - 柳田
- トラック野郎 御意見無用（1975年、東映） - 松岡明
- 爆発! 暴走族（1975年、東映） - 光田
- 新・女囚さそり 701号（1976年、東映） - 小坂敏彦
- 瀬戸はよいとこ花嫁観光船（1976年、松竹） - 山村健二
- 愛のなぎさ（1976年、東宝） - 主演・黒木明
- 風立ちぬ（1976年、東宝） - 中山利夫
- 雨のめぐり逢い（1977年、松竹） - 野崎
- 霧の旗（1977年、東宝） - 杉浦健次
- お嫁にゆきます（1978年、東宝） - 酒井信男
- 野性の証明（1978年、日本ヘラルド映画=東映） - 田岡
- 極道の妻たちII（1987年、東映） - 磯崎勉
- この愛の物語（1987年、松竹富士）
- 花の降る午後（1989年、東宝） - 荒木幸夫
- 龍虎兄弟（2002年、アースライズ）

### オリジナルビデオ
- 首領への道 13 - 15（2000年 - 2001年、GPミュージアム） - 荒川辰造
- 美悪の華 Vol.1、2（2001年、徳間ジャパンコミュニケーションズ）
- 北海水滸伝 484ブルース（2004年、GPミュージアム）

### 舞台
- 第3回百恵ちゃんまつり / 第一部・ミュージカル 『蜘蛛の里』（1977年、ホリプロ=コマスタジアム） - 光
- 第4回百恵ちゃんまつり / 第一部・ミュージカル 『愛の鐘は鳴らない』（1978年、ホリプロ=コマスタジアム） - 健
- カラミティー・ジェーン（1991年、博品館劇場） - ワイルド・ビル・ヒコック
- I Do! I Do!（1996年、三生社） - マイケル
- 友情 〜秋桜のバラード〜（2004年、TBS=劇団絵生）
- シアタージャパン公演
  - Blue Plate Special カルテの裏側（2000年・2001年・2004年）
  - オーカッサンとニコレット（2000年）
  - HAND in HAND 〜心と心の回想録〜（2001年）
  - ミヌース（2002年）
  - HAND in HAND 〜心と心の回想録〜（2002年・2003年）
  - ホルストメール〜ある馬の物語（2006年）
  - 涙のオークション（2007年）
  - アメリカンドリーム（2007年）
  - Heart 〜思い出してあの時を〜（2008年）
  - 夏夕介クリスマスショー2008（2008年）

## 音楽

### シングル
- 涙が燃えて / あこがれの人（1970年、ビクター音楽産業）
- 愛と栄光の日々 / いつまでもいつまでも（1971年、日本コロムビア）
- 君がそばにいるから / 絵里加（1973年、日本コロムビア）